# Eckhofen
Eckhofen war ein Gemeindeteil der ehemaligen Gemeinde Kleinberghofen. Der damals zweitgrößte Ort der Gemeinde lag westlich der Staatsstraße 2047 südwestlich vom Dorf Kleinberghofen.
In den Amtlichen Ortsverzeichnissen für Bayern wurde das Dorf zuletzt in der Ausgabe von 1964 aufgeführt. Der ehemalige Ort ist mit dem Pfarrdorf Kleinberghofen verbunden.

## Einzelverzeichnisse
1. ↑  Topographische Karte von 1960
2. ↑  Bayerisches Statistisches Landesamt (Hrsg.): Amtliches Ortsverzeichnis für Bayern, Gebietsstand am 1. Oktober 1964 mit statistischen Angaben aus der Volkszählung 1961. Heft 260 der Beiträge zur Statistik Bayerns. München 1964, DNB 453660959, OCLC 230947413, Abschnitt II, Sp. 11 (Digitalisat).
3. ↑  BayernAtlas 2022